# Генріх Зусман
Генріх Зусман (в Росії — Андрій Андрійович Зусман; нім. Heinrich Sussmann; 23 січня 1796, Берлін — травень 1848, Санкт-Петербург) — німецький флейтист, скрипаль і композитор.

## Біографія
Почав вчитися грі на скрипці у свого батька, потім займався на флейті у соліста оркестру Берлінської опери серпня Шрьока (нім. August Schroeck). У 1813 році під час війни за незалежність, Зусман грав в оркестрі Кольбергського регіменту. Після закінчення війни, Зусман повернувся в Берлін, де працював в королівській капелі (зараз Державна опера Унтер-ден-Лінден), а також виступав як соліст. Паралельно займався теорією музики у Карла Фрідріха Цельтера. У 1822 році з великим тріумфом виступив в Санкт-Петербурзі, після чого отримав запрошення стати солістом оркестру Імператорського театру, де пропрацював 16 років до 1838 року. У 1836 році був призначений музичним директором Імператорського театру. У 1837 році знову відвідав Німеччину, виступав з концертами в Берліні і Бреслау, отримавши успішні відгуки та визнання преси (нім. Allgemeine Zeitung).

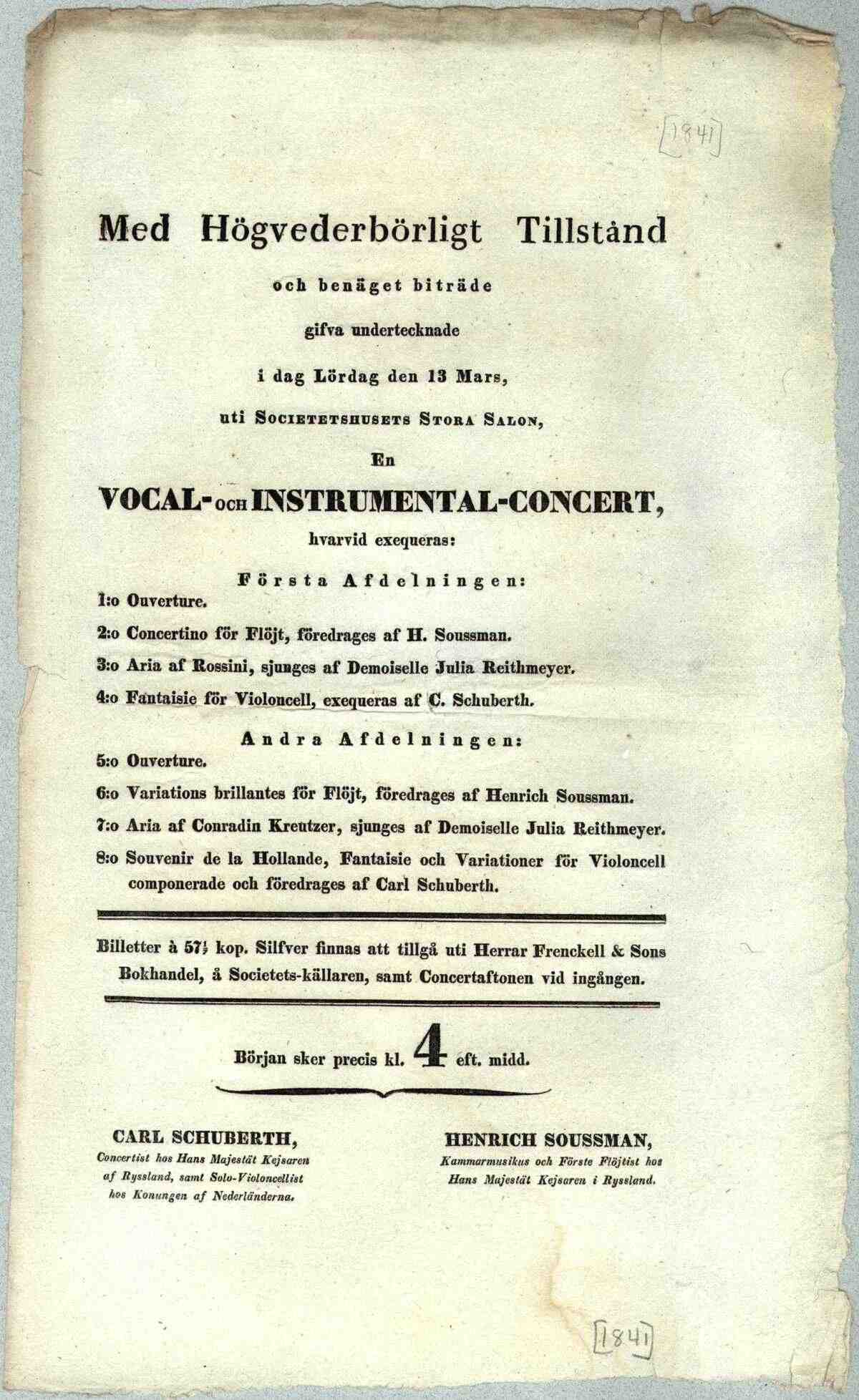
Афіша концерту Зусмана в Фінляндії, 13 березня 1841. Виконувалося Концертіно (1839) і Блискучі варіації (1840)

## Творча діяльність
У віці 16 років Зусман був вже відомим флейтистом, в юності подорожував як концертуючий артист. Автор багатьох творів для флейти соло, флейти з фортепіано і флейти з оркестром, а також ансамблів флейт. Але найбільшу популярність здобула його педагогічна спадщина — вправи, етюди та «Школа гри на флейті» (1839), які до сих пір видаються по всьому світу.
Михайло Глінка, характеризуючи оркестр і його солістів, які брали участь в репетиціях в першому виконанні опери «Життя за Царя» (1836), писав: 
 «… флейтист Зусман був, безперечно, один з кращих, якщо не кращий соліст в Європі» 

## Твори
Сьогодні видані:
- Квартет для 4-х флейт, тв. 27 № 1
- «Школа гри на флейті» у 3-х частинах, тв. 53
  1. вправи
  2. 12 легких дуетів і етюдів
  3. 24 великих етюди
- Концертіно для флейти з оркестром (1839)

Видані в XIX столітті:
- 3 концертних дуети для 2-х флейт, тв. 2
- Тема з варіаціями для флейти і струнного квартету, тв.3
- 3 блискучих і легких дуети для 2-х флейт, тв. 4
- Квартет для 4-х флейт ре мажор, тв. 5
- Серенада для флейти і гітари, тв. 6
- Попурі для флейти (чи скрипки), скрипки, альта і віолончелі
- Серенада для флейти і фортепіано, тв. 12
- 30 великих етюдів у всіх тональностях (1831)
- 3 дуети для 2-х флейт, тв. 24
- 6 соло для флейти, тв. 25
- Велика фантазія для флейти і фп., тв. 28 (присвячена Фюрстенау) (1838)
- Концертне тріо для 2-х флейт і фортепіано., тв. 30 (1838)
- 3 соло для флейти, тв. 31 (1838)
- Інтродукція та блискучі варіації на т. з опери Обера «Німа з Портічі» для флейти з оркестром (1840)
- 3 дуети для 2-х флейт, тв. 36 (1840)
- 6 німецьких пісень (1842)
- 6 великих соло, тв. 55
- 6 каприсів для флейти, тв. 58
- «Souvenir de Paganini». Фантазія в формі рондо для флейти і фп., тв.56 (1853)
- Інтродукція та варіації на вальс Штрауса для флейти і фп., тв. 57 (1854)